# Der Unterstaatsanwalt
Der Unterstaatsanwalt ist ein Prosafragment von Franz Kafka, das Ende des Jahres 1914 entstand und in den nachgelassenen Schriften und Fragmenten zu finden ist.
Ein Unterstaatsanwalt, der seine beruflichen Fähigkeiten offensichtlich wesentlich höher einschätzt als sein berufliches Umfeld dies tut, hat sich verstrickt in die imaginäre Aufarbeitung eines dienstlichen Versagens, das allerdings nicht näher thematisiert wird.

## Entstehung
Dieses Fragment aus den nachgelassenen Schriften entstand 1914, während Kafka sich mühte, seinen Roman Der Process voranzubringen, wobei er im Dezember auch das Prosastück Der Dorfschullehrer anfertigte und gleichzeitig eben das vorliegende Prosastück in Angriff nahm.
Es handelt sich um Aufzeichnungen zwischen Dezember 1914 und März 1915 im Rahmen der sogenannten Konvolute, das vorliegende als „Unterstaatsanwaltkonvolut“ bezeichnet.

## Inhalt
Der Inhalt des Fragments erschließt sich eigentlich erst von rückwärts. Ein Unterstaatsanwalt hat einen gewaltigen Abscheu vor dem Bezirksrichter, der seiner Meinung nach von großer Dummheit ist, ebenso wie auch der Rest der Welt. Der Bezirksrichter wird im Weiteren nur noch am Rande erwähnt, seine Relation zum Unterstaatsanwalt bleibt unklar. Vielmehr erfährt der Leser nun von einer Disziplinarsache, die der Unterstaatsanwalt wieder aufgerollt sehen möchte und bei der ihm Genugtuung zuteilwerden soll.
Nun kommt der eigentliche Fall des Unterstaatsanwaltes zur Sprache, der vor 15 Jahren mit einem Prozess über Majestätsbeleidigung befasst war und sich vom Ausgang dieses Verfahrens große Hoffnungen für sein berufliches Fortkommen gemacht hat. Daher hat er sich dieser Sache in einer äußerst intensiven Weise angenommen und sie sich völlig zu eigen gemacht.
Es folgen Schilderungen der damaligen Prozessabläufe. Der Unterstaatsanwalt sieht den Verteidiger in dem Verfahren als konfuses, lächerliches Männchen mit zappelnden Füßen und Glatze. Aber er schließt sich dessen Antrag an, die Verhandlung in öffentlicher Sitzung fortzuführen, was bei den anderen Richtern Erstaunen hervorruft. Der Unterstaatsanwalt aber streift in seiner Antragserwiderung lediglich „die Beleidigung selbst wie etwas Nebensächliches mit wenigen Worten.“

## Erzählperspektive
Die Erzählperspektive ist unbestimmt. Nicht der Unterstaatsanwalt erzählt unmittelbar, aber auch nicht durchgängig ein auktorialer Erzähler. Es gibt Passagen, die eine auktoriale Sicht wiedergeben. So zum Beispiel der eigentlich ironische Satz: „Es ist für die persönlichen Verhältnisse des Unterstaatsanwalts an und für sich sehr bedauerlich, daß er nur einen so niedrigen Rang einnimmt […].“ Auch der oben genannte Satz von der Nebensächlichkeit der Beleidigung zeugt davon, wie der Unterstaatsanwalt erzählerisch von außen gesehen wird.
In weiten Teilen des Fragmentes allerdings überwiegt die direkte Sicht des Unterstaatsanwaltes, und zwar umso mehr, je stärker er in den Gegenstand involviert ist. So spricht er intensiv davon, wie er sich in geradezu manischer Weise in die Vorbereitung auf diesen Prozess vertieft hat, in eben solcher Weise schildert er auch die skurrilen Abläufe beim Prozess selbst. So wird der Leser in seinen Blickwinkel einbezogen und erlebt dabei auch die Realitätsverschiebung, unter der der Protagonist offensichtlich leidet.

## Form und Textanalyse
Das Fragment beginnt mitten in einem Satz, in dem es um Jagden auf Missgeburten und den Bezirksrichter als Ziel geht. Der Schlusssatz „Es ritten die Husaren durch die dunkle enge Gasse“ steht anscheinend ohne Zusammenhang da. Der Fragmentcharakter tritt hier sehr deutlich hervor.
Der Text enthält mehrfach direkte Rede, wobei er meist aufmunternde, beruhigende Worte beinhaltet, die der Unterstaatsanwalt entweder sich selbst zuruft oder die angeblich höher gestellte Personen aus dem Rechtswesen an ihn richten und ihm berufliche Genugtuung versprechen.
Das eigentliche Problem des Unterstaatsanwaltes, das wohl im beruflichen Scheitern bei der Bewältigung dieses Disziplinarverfahrens liegen dürfte, wird nie explizit erwähnt. Er hatte sich eine Beförderung zum zehnten Staatsanwalt erhofft, dies ist auch 15 Jahre später noch nicht erfolgt.
Statt ein seiner Natur nach unbedeutendes Gerichtsverfahren einen unauffälligen Gang gehen zu lassen, versteigt er sich zu abstrusen Überlegungen und verwendet unangemessen viel Energie auf das Verfahren, das ihn fast Tag und Nacht beschäftigt. Diese intensive Beschäftigung führt auch nicht dazu, dass er den Fall bravourös löst, sondern er hat sich zum Staunen des Gerichts regelrecht von der Sache selbst gelöst. Die unmittelbaren Konsequenzen für den Unterstaatsanwalt erfährt man nicht, nur seine Jahre danach andauernde Frustration über seine Berufssituation, die am Beginn des Stückes deutlich hervortritt.

## Bezüge zu anderen Kafka-Werken
Dieses Fragment von 1915 beinhaltet zum einen die Thematik des Rechtswesens ähnlich wie Der Process, an dem Kafka gleichzeitig zu arbeiten versuchte. Da sind die Hierarchien der Gerichtsbarkeit, aber auch die Skurrilität von Abläufen und Personen, die einerseits lächerlich, andererseits auch bedrängend sind.
Ähnlichkeiten bestehen auch zu dem gleichzeitig entstandenen Der Dorfschullehrer (Der Riesenmaulwurf). Die Art und Weise, wie die beiden Protagonisten dieses Stückes, nämlich der Kaufmann und der Lehrer, einen verbitterten Kampf führen (der Lehrer über die Existenz eines Riesenmaulwurfes), hat etwas Irrationales, was sich von dem eigentlichen Tatbestand losgelöst hat.

## Selbstzeugnis
Kafka Tagebuchaufzeichnungen:
4. Januar 1915: „Es ist alles nutzlos. Kann ich die Geschichten nicht durch die Nächte jagen, brechen sie aus und verlaufen sich, so auch jetzt ‚Der Unterstaatsanwalt‘.“
6. Januar 1915: „Dorfschullehrer und Unterstaatsanwalt vorläufig aufgegeben. Aber auch unfähig den Proceß fortzusetzen.“

## Ausgabe
- Nachgelassene Schriften und Fragmente I Herausgegeben von Malcom Pasley (Born/Neumann/Schillemeit) Fischer Taschenbuch Verlag S. 217–224 ISBN 3-596-15700-5

## Sekundärliteratur
- Peter-André Alt: Franz Kafka: Der ewige Sohn. Eine Biographie. München: C.H. Beck 2005. ISBN 3-406-53441-4.
- Reiner Stach: Kafka. Die Jahre der Entscheidungen. S. Fischer Verlag, Frankfurt/Main 2004, ISBN 3-596-16187-8.
- Koch/Müller/Pasley (Hrsg.): Franz Kafka. Tagebücher. S. Fischer Taschenbuch Verlag, ISBN 3-596-15700-5.